# Alfa Romeo 33 Stradale (2023)

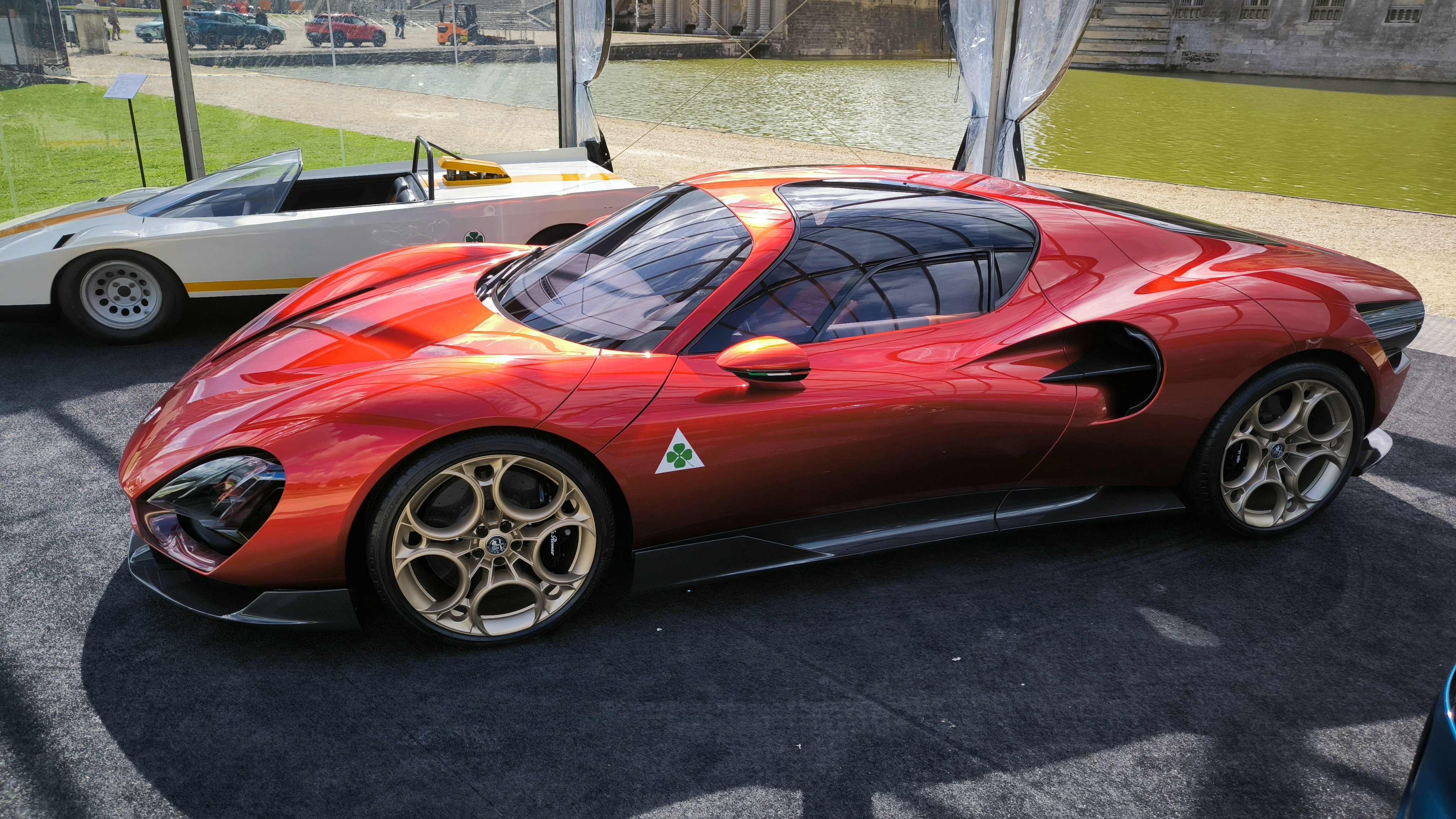
Voorkant

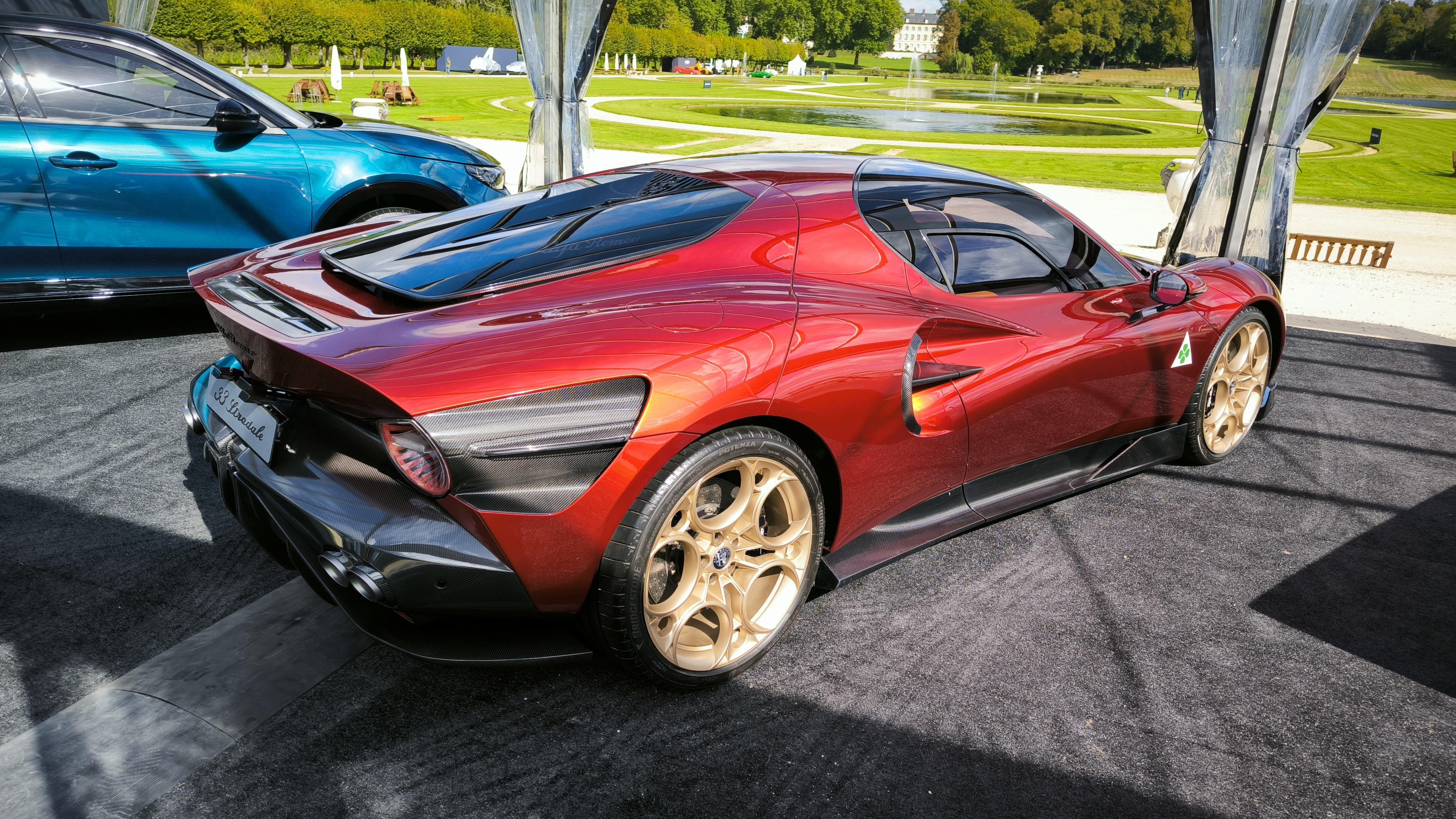
Achterkant

De Alfa Romeo 33 Stradale is een sportauto van Alfa Romeo. De auto is zowel met benzine- als elektromotor verkrijgbaar. In 2023 is de Alfa Romeo 33 Stradale onthuld, 56 jaar na de oude Alfa Romeo 33 Stradale waar de nieuwe een eerbetoon aan is. 